# Arbutus canariensis
Il corbezzolo delle Canarie (Arbutus canariensis Veill. ex Duhamel), in spagnolo madroño canario, è un arbusto della famiglia Ericaceae, endemico delle isole Canarie.

## Descrizione
Si differenzia dalle altre specie del genere Arbutus per le sue foglie oblunghe-lanceolate che raggiungono i 15 cm, richiuse.
Il fiore possiede una corolla di colore bianco-verdognolo, con toni rossicci o rosacei. I frutti sono bacche, commestibili, carnose e globose, a maturazione di colore arancione o giallo. Da alcuni è considerato l'albero delle mele d'oro degli antichi Greci.

## Distribuzione e habitat
A. canariensis è diffuso sulle isole di Tenerife, Gomera, Hierro e Gran Canaria, dell'arcipelago delle isole Canarie.

## Conservazione
La IUCN Red List classifica A. canariensis come specie prossima alla minaccia di estinzione (Near Threatened).
La specie è protetta sulla base dell'Allegato II dell'Orden de Flora della legislazione autonoma delle Isole Canarie..

## Proprietà
I suoi frutti sono indicati per le proprietà astringenti.